# 内ヶ島為氏
内ヶ島 為氏（うちがしま ためうじ）は、室町時代の武将。内ヶ島季氏の子。子に雅氏。

## 略歴
内ヶ島為氏の父・季氏は足利義満の馬廻衆であったが、為氏の代に足利義政の命令で白川郷に入り、向牧戸城を築城して本拠とし白川郷を支配した。しかし間髪入れずに応仁の乱が勃発、為氏は上洛した。
乱の終結後、為氏が帰国した。しかしその頃白川郷では照蓮寺の住職であった教信が還俗して三島将監と名乗り、寺務職は弟の明教に譲り武士となり、諸国から侍を雇い入れて内ヶ島氏に匹敵する勢力を築いていた。この事態を重く見た為氏は文明7年（1475年）に照蓮寺を襲撃、激戦の果てに三島将監は切腹して死亡し、弟の明教は逃亡したが程無くして自殺した。これによって一向宗の武力勢力は一時鎮圧された。その後蓮如が仲介役となって照蓮寺が内ヶ島氏の配下となる事を条件に、明教の遺児・明心に照蓮寺の再興を許した。以降、雅氏の代までは内ヶ島氏と本願寺は友好的であった。